# (3040) Kozai
(3040) Kozai est un astéroïde de la ceinture principale aréocroiseur.

## Description
(3040) Kozai est un astéroïde aréocroiseur. Il fut nommé en honneur de Yoshihide Kozai. Il présente une orbite caractérisée par un demi-grand axe de 1,84 UA, une excentricité de 0,20 et une inclinaison de 46,6° par rapport à l'écliptique.

## Compléments